# Unia celna Unii Europejskiej

Unia celna Unii Europejskiej

Unia celna Unii Europejskiej – unia celna utworzona w dn. 1 lipca 1968 r. przez sześć państw ówczesnej Europejskiej Wspólnoty Gospodarczej.
Obecnie jej członkami są wszystkie państwa członkowskie Unii Europejskiej oraz  Andora, Monako, San Marino i Turcja.

## Opis
Przepisy dotyczące unii celnej znalazły się w przepisach Traktatu ustanawiającego EWG, lecz faktyczne wejście w życie unii celnej nastąpiło 10 lat po wejściu w życie tego traktatu.
Zniesione zostały cła i kontyngenty ilościowe w wymianie handlowej między państwami członkowskimi oraz wprowadzona wspólna taryfa celna dla produktów sprowadzanych z państw trzecich.

## Unia celna z państwami trzecimi
Do dostępu do unii celnej Europejskiej Wspólnoty Gospodarczej/Wspólnoty Europejskiej/Unii Europejskiej zostały dopuszczone następujące państwa niebędące członkami UE:
- Andora – (od 1990 roku)[3]
- San Marino (od 1991 roku)[4]
- Turcja (od 2001 roku)[5]